# Ахиэзер
Ахиэзер (ивр. אֲחִיעֶזֶר‎) — религиозный мошав в центральной части Израиля. Расположен недалеко от Лода. Административно мошав относится к региональному совету «Сдот-Дан». В 2020 году население мошава составляло 1 906 человека.

## История
Во времена Османской империи район «Ахиэзер» принадлежал подрайону города Лод, который охватывал территорию от современного города Модиин-Маккабим-Реут на юге до современного города Эльад на севере и от предгорий на востоке, через долину Лод к окраинам Яффы на западе. Этот район был домом для тысяч жителей примерно в 20 деревнях, которые имели в своем распоряжении десятки тысяч гектаров первоклассных сельскохозяйственных угодий.
Мошав был основан 27 июня 1950 года иммигрантами из Эль-Байды в Йемене. Он был назван в честь танахического персонажа Ахиезера, который был вождем колена Данова, ранее жившего в этой местности (Чис. 1:12, Чис. 10:25).

## Население
По данным Центрального статистического бюро Израиля, население на начало 2020 года составляло 1 906 человек.